# Dystos-See
Der Dystos-See (griechisch Λίμνη Δύστος, f. sg.) ist ein See auf Euböa. Er liegt südöstlich von Aliveri und umfasst 4,75 km², seine größte Tiefe beträgt 6 m. In den letzten Jahren ist der See aufgrund von Wasserentnahmen durch das nahegelegene Zementwerk AGET-Iraklis (ΑΓΕΤ-ΗΡΑΚΛΗΣ) stark ausgetrocknet.
Man nimmt an, dass sich der See durch eine Absenkung gebildet hat und dass er teilweise in den südlichen Golf von Euböa entwässert.
Seinen Namen erhielt er durch die gleichnamige antike Stadt (αρχαία Δύστος), die an seinem Ufer lag. Archäologische Untersuchungen haben gezeigt, dass schon im 4. Jahrhundert v. Chr. Entwässerungsanlagen gebaut wurden.
Der See ist ein bedeutendes Vogelschutzgebiet (Ζώνη Ειδικής Προστασίας) und steht seit dem Jahr 2000 auf der Liste der Natura 2000-Habitate.
Die nächsten Ansiedlungen rund um den See sind Prasino (Πράσινο Ευβοίας) im Westen, Dystos (Δύστος Ευβοίας) im Norden und Koskina (Κόσκινα Ευβοίας) im Osten.